# Rafael Stenius
Rafael Stenius, född 30 september 1897 i Helsingfors, död där 9 mars 1962, var en finländsk skådespelare och regissör.

## Biografi
Stenius genomgick Svenska Teaterns elevskola 1919, engagerades 1920 vid Åbo Svenska Teater och var 1926–1933 verksam även som regissör vid denna scen. Åren 1933–1939 var han chef för Wasa Teater, där han satte upp en intresseväckande repertoar med pjäser som Männen vid fronten. Bland hans egna roller märks titelrollen i Molières Den inbillade sjuke och Shylock i Köpmannen i Venedig. Hans favoritroll var dock Esko i Aleksis Kivis Sockenskomakarna, som han spelade redan 1921 i Åbo och i Vasa både på svenska och på den finska amatörscenen. Under kriget var han chef för Aunuksen teatteri, den förnämsta frontteatern, där han även spelade Esko och satte upp Sockenskomakarna. Efter en kort tid som regissör vid Lilla Teatern lämnade han scenen och valde ett civilt yrke som yrkesinspektör vid försäkringsbolaget Kaleva.

## Teater

### Roller (ej komplett)
| År   | Roll                                              | Produktion                                                                                               | Regi            | Teater             |
| ---- | ------------------------------------------------- | --- | --------------- | ------------------ |
| 1927 | Sven Jonas                                        | Hälsingar Henning Ohlsson                                                                                | Rafael Stenius  | Åbo Svenska Teater |
| 1927 | Subchefen                                         | Återförsäkring Ferdinand Qvist                                                                           | Oscar Tengström | Åbo Svenska Teater |
| 1927 | Holger Falk                                       | Brännmärkt (Under værgeraadet) Christian Gjerløv                                                         | Oscar Tengström | Åbo Svenska Teater |
| 1928 | Förste körföraren                                 | Antigone (Ἀντιγόνη, Antigone) Sofokles                                                                   | Oscar Tengström | Åbo Svenska Teater |
| 1928 | Henry Higgins                                     | Pygmalion George Bernard Shaw                                                                            | Rafael Stenius  | Åbo Svenska Teater |
| 1928 | Sekreteraren                                      | Komedin på slottet (Spiel im Schloss ) Ferenc Molnár                                                     | Oscar Tengström | Åbo Svenska Teater |
| 1928 | Dr Relling                                        | Vildanden Henrik Ibsen                                                                                   | Oscar Tengström | Åbo Svenska Teater |
| 1928 | Benny                                             | Mysteriet Milton (The Ringer) Edgar Wallace                                                              | Oscar Tengström | Åbo Svenska Teater |
| 1928 | Baron Aristid Stelzer                             | Mädi Robert Stolz, Alfred Grünwald och Leo Stein                                                         | Rafael Stenius  | Åbo Svenska Teater |
| 1928 | Tobias Sjögren                                    | Brudstugan En resande                                                                                    | Oscar Tengström | Åbo Svenska Teater |
| 1928 | Nick                                              | Sonja Herbert Grevenius                                                                                  | Oscar Tengström | Åbo Svenska Teater |
| 1928 | Generalkonsuln                                    | Hokus pokus (Hokuspokus) Curt Goetz                                                                      | Oscar Tengström | Åbo Svenska Teater |
| 1928 | Pater Clement                                     | Markisinnan (The Marquise) Noël Coward                                                                   | Rafael Stenius  | Åbo Svenska Teater |
| 1928 | Charasson, brandsoldat                            | Sprattelgubben (Der Hampelmann) Robert Stolz, Gustav Beer och Fritz Lunzer                               | Rafael Stenius  | Åbo Svenska Teater |
| 1929 | Prins Johan Magister Stig, präst vid Kopparberget | Gustav Vasa August Strindberg                                                                            | Oscar Tengström | Åbo Svenska Teater |
| 1929 | Moreuil                                           | Resan till Le Havre (Mademoiselle ma mère) Louis Verneuil                                                | Oscar Tengström | Åbo Svenska Teater |
| 1929 | Peter van Suchtelen                               | Sveaborg Ture Janson                                                                                     | Oscar Tengström | Åbo Svenska Teater |
| 1929 | Allmänne åklagaren                                | Sista slöjan (The Ruby of the Black Prince) Gustav Beer                                                  | Oscar Tengström | Åbo Svenska Teater |
| 1929 | Leander Pemporion, sekreterare                    | Katja (Katja, die Tänzerin) Jean Gilbert, Leopold Jacobson och Rudolph Österreicher                      | Rafael Stenius  | Åbo Svenska Teater |
| 1929 | Doktor Neumeister                                 | Sabinskornas bortrövande (Der Raub des Sabinerinnen) Franz och Paul von Schönthan                        | Per Hjern       | Åbo Svenska Teater |
| 1929 | Clarence Topping, advokat                         | En provisorisk äkta man (Her Temporary Husband) Edward A. Paulton                                        | Oscar Tengström | Åbo Svenska Teater |
| 1929 | Hibbert                                           | Männen vid fronten (Journey's End) Robert Cedric Sheriff                                                 | Oscar Tengström | Åbo Svenska Teater |
| 1929 | Baba Mahrati                                      | Dubbelexponering (Double Exposure) Avery Hopwood                                                         | Rafael Stenius  | Åbo Svenska Teater |
| 1929 | Robert Sågspån                                    | Tiggaroperan (Die Dreigroschenoper) Bertolt Brecht och Kurt Weill                                        | Oscar Tengström | Åbo Svenska Teater |
| 1929 | Sanitetsrådet Dr Marwitz                          | Liselotte (Arme Ritter) Franz Arnold, Ernst Bach och Walter Kollo                                        | Oscar Tengström | Åbo Svenska Teater |
| 1930 | Mortimer Durham                                   | Gör Constance rätt? (The Constant Wife) W. Somerset Maugham                                              | Rafael Stenius  | Åbo Svenska Teater |
| 1930 | Lancelot Gobbo                                    | Köpmannen i Venedig (The Merchant of Venice) William Shakespeare                                         | Oscar Tengström | Åbo Svenska Teater |
| 1930 | Afremov, en goddagspilt och rucklare Melnikov     | Det levande liket (Живой труп, Zivoj trup) Lev Tolstoj                                                   | Oscar Tengström | Åbo Svenska Teater |
| 1930 | Roger de Berville                                 | Topaze Marcel Pagnol                                                                                     | Gustaf Linden   | Åbo Svenska Teater |
| 1930 |                                                   | § 193 (Storken) Thit Jensen                                                                              | Oscar Tengström | Åbo Svenska Teater |
| 1930 |                                                   | Sex Appeal (Aren’t We All?) Frederick Lonsdale                                                           | Rafael Stenius  | Åbo Svenska Teater |
| 1930 | Kund hos Filosel                                  | Min syster och jag (Meine Schwester und ich) Ralph Benatzky och Robert Blum                              | Oscar Tengström | Åbo Svenska Teater |
| 1931 |                                                   | Mors rival (La Malquerida) Jacinto Benavente                                                             | Oscar Tengström | Åbo Svenska Teater |
| 1931 | Mr Linglye                                        | Till främmande hamn (Outward Bound) Sutton Vane                                                          | Oscar Tengström | Åbo Svenska Teater |
| 1931 | En general                                        | Leendets land (Das Land des Lächelns) Franz Lehár, Ludwig Herzer och Fritz Löhner-Beda                   | Rafael Stenius  | Åbo Svenska Teater |
| 1931 | Ainger                                            | 18 år (Young Woodley) John Van Druten                                                                    | Leo Golowin     | Åbo Svenska Teater |
| 1931 |                                                   | Reservoarpennan (Töltőtoll) Ladislaus Fodor                                                              | Oscar Tengström | Åbo Svenska Teater |
| 1931 | Laxman, Grosshandlarn                             | Aftonstjärnan Hjalmar Söderberg                                                                          | Leo Golowin     | Åbo Svenska Teater |
| 1931 | Gustav, hovmästare                                | En herre i frack (The Man in Dress Clothes) Seymour Hicks                                                | Oscar Tengström | Åbo Svenska Teater |
| 1931 | Korvettkapten von Wenger                          | Konto X (Das Konto X) Rudolf Bernauer och Rudolf Österreicher                                            | Leo Golowin     | Åbo Svenska Teater |
| 1932 | Anders                                            | Värmlänningarna Fredrik August Dahlgren och Andreas Randel                                               |                 | Åbo Svenska Teater |
| 1932 | Max Lawrence                                      | The Vinegar Tree Paul Osborn                                                                             | Rafael Stenius  | Åbo Svenska Teater |
| 1932 | Baron Caillou                                     | Chaufför Antoinette (Chauffeur Antoinette) Jean de Létraz och Suzette Desty                              |                 | Åbo Svenska Teater |
| 1932 | Greve Armand                                      | Bajadären (Die Bajadere) Emmerich Kálmán, Julius Brammer och Alfred Grünwald                             | Rafael Stenius  | Åbo Svenska Teater |
| 1932 | Simpson, styrman                                  | Mr Wu Harry M. Vernon och Harald Owen                                                                    | Oscar Tengström | Åbo Svenska Teater |
| 1932 | Henry Murger, poet                                | Violen från Montmartre (Das Veilchen vom Montmartre) Emmerich Kálmán, Julius Brammer och Alfred Grünwald | Rafael Stenius  | Åbo Svenska Teater |
| 1936 | Sam Crane                                         | Oljerus (The Easy Mark) Jack Larric                                                                      | Rafael Stenius  | Vasa Teater        |
| 1937 | Argan                                             | Den inbillningssjuke (Le Malade imaginaire) Molière                                                      | Rafael Stenius  | Vasa Teater        |
| 1937 | Senessy                                           | Flickorna Gyorkovics (A Gyurkovics-lányok) Ferenc Herczeg                                                | Rafael Stenius  | Vasa Teater        |
| 1937 |                                                   | Jungfruburen (Das Dreimäderlhaus) Franz Schubert, Alfred Maria Willner och Heinz Reichert                | Rafael Stenius  | Vasa Teater        |
| 1938 | Professor Cibula                                  | Mogenhetsexamen (Érettségi) Ladislas Fodor                                                               | Rafael Stenius  | Vasa Teater        |
| 1938 | Hertig Karl                                       | Daniel Hjort Josef Julius Wecksell                                                                       | Rafael Stenius  | Vasa Teater        |
| 1940 | Sir Ralph Whitcombe                               | Mysteriet Sanderby (The Man Who Changed His Name) Edgar Wallace                                          | Oscar Tengström | Lilla teatern      |
| 1941 | Eriksson, ockrare                                 | Swedenhielms Hjalmar Bergman                                                                             | Annie Sundman   | Lilla teatern      |

### Regi (ej komplett)
| År   | Produktion                                         | Upphovsmän                                              | Teater             |
| ---- | -------------------------------------------------- | ------------------------------------------------------- | ------------------ |
| 1927 | Hälsingar                                          | Henning Ohlsson                                         | Åbo Svenska Teater |
| 1928 | 360 kvinnor 360 Frauen                             | Johannes Berliner                                       | Åbo Svenska Teater |
| 1928 | Pygmalion                                          | George Bernard Shaw                                     | Åbo Svenska Teater |
| 1928 | Älskog Liebelei                                    | Arthur Schnitzler                                       | Åbo Svenska Teater |
| 1928 | Mädi                                               | Robert Stolz, Alfred Grünwald och Leo Stein             | Åbo Svenska Teater |
| 1928 | Markisinnan The Marquise                           | Noël Coward                                             | Åbo Svenska Teater |
| 1928 | Sprattelgubben Der Hampelmann                      | Robert Stolz, Gustav Beer och Fritz Lunzer              | Åbo Svenska Teater |
| 1929 | Katja Katja, die Tänzerin                          | Jean Gilbert, Leopold Jacobson och Rudolph Österreicher | Åbo Svenska Teater |
| 1929 | Dubbelexponering Double Exposure'                  | Avery Hopwood                                           | Åbo Svenska Teater |
| 1930 | Gör Constance rätt? The Constant Wife              | W. Somerset Maugham                                     | Åbo Svenska Teater |
| 1930 | Sex Appeal Aren’t We All?                          | Frederick Lonsdale                                      | Åbo Svenska Teater |
| 1931 | Leendets land Das Land des Lächelns                | Franz Lehár, Ludwig Herzer och Fritz Löhner-Beda        | Åbo Svenska Teater |
| 1931 | Gipsy Prosit Gipsy                                 | August Neidhart, Henry Neidhart och Robert Gilbert      | Åbo Svenska Teater |
| 1932 | The Vinegar Tree                                   | Paul Osborn                                             | Åbo Svenska Teater |
| 1932 | Bajadären Die Bajadere                             | Emmerich Kálmán, Julius Brammer och Alfred Grünwald     | Åbo Svenska Teater |
| 1932 | Violen från Montmartre Das Veilchen vom Montmartre | Emmerich Kálmán, Julius Brammer och Alfred Grünwald     | Åbo Svenska Teater |
| 1936 | Weekend Hay Fever                                  | Noël Coward                                             | Vasa Teater        |
| 1936 | Den krokiga kniven The Crooked Billet              | Dion Titheradge Översättning Rafael Stenius             | Vasa Teater        |
| 1936 | Kusinen från Batavia Der Vetter aus Dingsda        | Eduard Künneke, Herman Haller och Fritz Oliven          | Vasa Teater        |
| 1936 | Oljerus The Easy Mark                              | Jack Larric                                             | Vasa Teater        |
| 1937 | Candida                                            | George Bernard Shaw                                     | Vasa Teater        |
| 1937 | Den inbillningssjuke Le Malade imaginaire          | Molière                                                 | Vasa Teater        |
| 1937 | Flickorna Gyorkovics A Gyurkovics-lányok           | Ferenc Herczeg                                          | Vasa Teater        |
| 1937 | Bättre folk The Best People                        | Avery Hopwood och David Gray                            | Vasa Teater        |
| 1937 | Jungfruburen Das Dreimäderlhaus                    | Franz Schubert, Alfred Maria Willner och Heinz Reichert | Vasa Teater        |
| 1937 | Kanske en diktare                                  | Ragnar Josephson                                        | Vasa Teater        |
| 1937 | Sprattelgubben Der Hampelmann                      | Robert Stolz, Gustav Beer och Fritz Lunzer              | Vasa Teater        |
| 1938 | Mogenhetsexamen Érettségi                          | Ladislas Fodor                                          | Vasa Teater        |
| 1938 | Markisinnan The Marquise                           | Noël Coward                                             | Vasa Teater        |
| 1938 | Daniel Hjort                                       | Josef Julius Wecksell                                   | Vasa Teater        |